# Cecos
Cecos ist ein Ort und gleichzeitig Namensgeber einer Parroquia der Gemeinde Ibias in der spanischen Provinz Asturien.
Die Parroquia hat eine Gesamtfläche von 43,15 km² und zählte 2011 214 Einwohner. Cecos liegt auf einer Höhe von 303 m über dem Meeresspiegel. Der Ort liegt 3 Kilometer von der Regionalhauptstadt San Antolín de Ibias entfernt.

## Sehenswertes
- Pfarrkirche „Iglesia de Cecos“
- Schloss „Palacio de Barrero“ in Cecos
- Reste von Wallburgen nahe Cecos

## Dörfer und Weiler
- Bustelo – 24 Einwohner 42° 59′ 45″ N, 6° 48′ 44″ W
- Boiro – 23 Einwohner 42° 59′ 53″ N, 6° 51′ 2″ W
- Carbueiro – 5 Einwohner 43° 0′ 49″ N, 6° 51′ 3″ W
- Cadagayoso – 5 Einwohner
- Cecos – 35 Einwohner 43° 1′ 19″ N, 6° 51′ 13″ W
- Centanales – 8 Einwohner
- Folgueiras de Boiro – 23 Einwohner 42° 59′ 32″ N, 6° 50′ 25″ W
- Langüeiro – 28 Einwohner 43° 1′ 17″ N, 6° 51′ 31″ W
- Pousadoiro – 3 Einwohner 43° 0′ 49″ N, 6° 51′ 53″ W
- Mergulleira – 9 Einwohner
- San Esteban – 17 Einwohner 43° 0′ 25″ N, 6° 50′ 12″ W
- El Rellán – 5 Einwohner
- Vilamayor – 14 Einwohner 43° 1′ 59″ N, 6° 51′ 21″ W
- Vilarcebulín – 15 Einwohner 43° 1′ 28″ N, 6° 50′ 47″ W

Stand:2007